# Porte du Coran
La porte du Coran (en persan : دروازه قرآن, Darvāzeh Qor'ān) est une porte historique de la ville de Chiraz en Iran. Elle est située à l'entrée nord-est de la ville, au nord du mausolée de Hafez. Elle se trouve sur la route de Marvdasht et d'Ispahan, entre les montagnes de Baba Kouhi et de Chehel Maqam, près de la gorge d'Allah-O-Akbar.

## Histoire
La porte du Coran a été construite pour la première fois sous le règne de Azad o-dowleh, au Xe siècle de notre ère,. 
Elle subit de nombreux dégâts au temps de la dynastie Zand. À sa restauration, une petite pièce est ajoutée au-dessus de la porte. Deux copies manuscrites du Coran, appelées Hifdah-Man et écrites par le Sultan Ibrahim Mirza (petit-fils du conquérant Tamerlan) dans les années 1430-1431, y seront conservées jusqu'en 1936-1937,. Les voyageurs passant sous la porte étaient censés recevoir la bénédiction du livre sacré à leur sortie de la ville.
Pendant la dynastie kadjar, la porte est presque détruite par plusieurs séismes ; elle est reconstruite plus tard par Mohammad Zaki Khan Nouri. En 1937, les deux Corans sont transférés au musée Pars de Chiraz, où ils se trouvent encore aujourd'hui. La même année, la vieille porte est dynamitée par le gouverneur général de la ville afin d'élargir la route. Une nouvelle porte du Coran, plus grande, est reconstruite à proximité en 1947 par Hosein Igar, un marchand aussi connu sous le nom de E'temad Al-Tejar,.
La porte du Coran fait aujourd'hui partie d'un parc de la ville, lieu de détente des Chirazis. 